# Куропатки
Куропа́тки (лат. Perdix) — род птиц из подсемейства фазанов, близкий к трибе Phasianini. Являются объектом спортивной и промысловой охоты. К роду относятся три вида.

## Происхождение и эволюция
По ископаемым остаткам известны два доисторических вида — P. palaeoperdix и P. margaritae. P. palaeoperdix был распространён по всей Южной Европе в раннем и позднем плейстоцене и составлял важную часть рациона кроманьонцев и неандертальцев. Филогенетическое положение этого вида и серой куропатки недостаточно ясно — современные исследователи чаще рассматривают P. palaeoperdix в качестве предка современной P. perdix. P. margaritae известна из позднего плиоцена Забайкалья и Северной Монголии.

## Внешний вид
Представители рода являются средней величины куропатками. Клюв и ноги тёмного цвета. Верхняя часть оперения рябая, коричневого цвета, бока и хвост рыжие. Шпоры на ногах отсутствуют. Половые различия сводятся лишь к тому, что самки окрашены бледнее.

## Распространение
Обитают в умеренной зоне Евразии. Один вид, серая куропатка, интродуцирован в США и Канаде.

## Образ жизни
Являются оседлыми птицами, живут в открытой местности. Питаются разнообразными семенами, иногда насекомыми. Гнёзда устраивают на земле в виде выстланных углублений, расположенных в укромных местах.

## Степень угрозы существованию

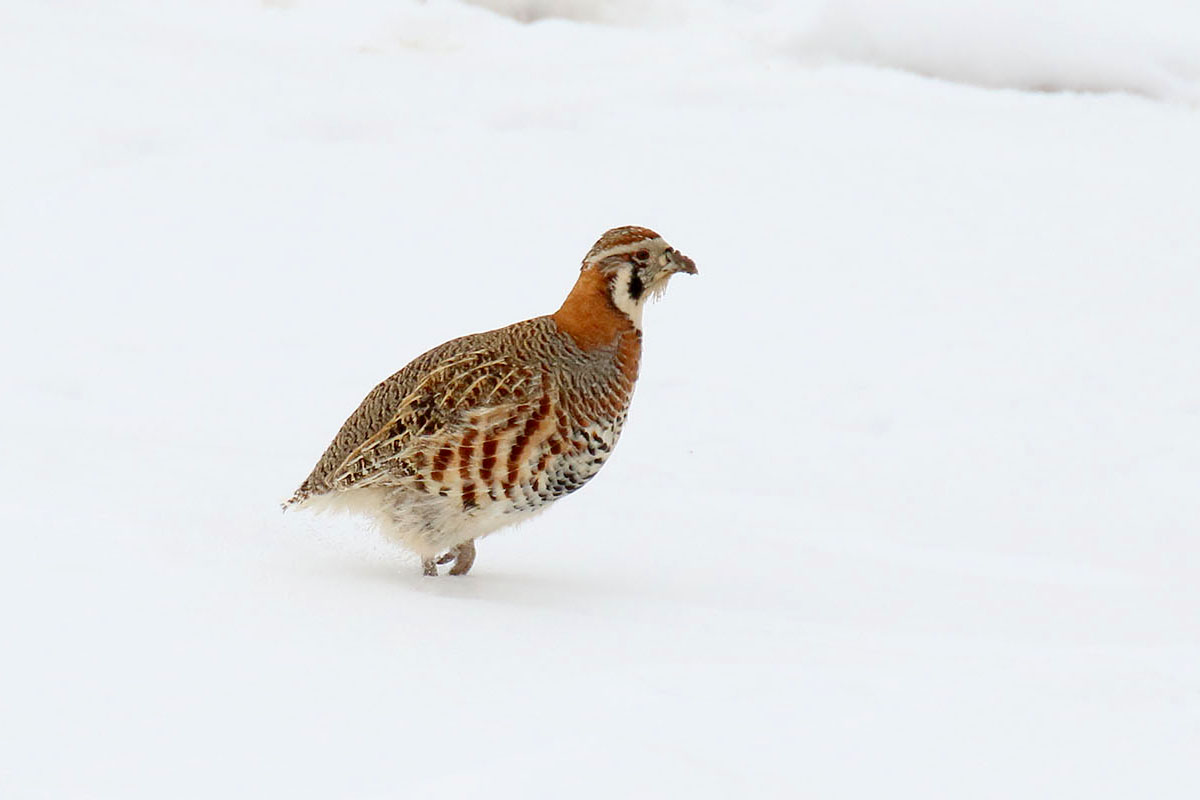
Тибетская куропатка (Perdix hodgsoniae)

Ни один из видов рода не находится под угрозой исчезновения, но два наиболее распространённых вида сильно пострадали от охотничьего промысла. Среда обитания серой куропатки ухудшается из-за развития сельского хозяйства, и её ареал сильно сократился; один из подвидов серой куропатки (Perdix perdix italica) считается вымершим около 1990 года. Охранный статус центральноазиатской куропатки наиболее стабилен, поскольку её ареал обширен и включает труднодоступные места Тибетского плато.

## Классификация
Международный союз орнитологов относит три вида:
- Серая куропатка (Perdix perdix)
- Бородатая куропатка (Perdix dauurica)
- Тибетская куропатка (Perdix hodgsoniae)

Серая и бородатая куропатки родственны друг другу и внешне похожи, вследствие чего иногда их причисляют к одному надвиду. Тибетская куропатка имеет отличительную чёрно-белую расцветку лицевой части, чёрные полоски на груди и 16 рулевых перьев в отличие от 18 у двух других видов.

Герб Курской области

## В геральдике
На гербе Курской области изображены три летящие серые куропатки (серебристого цвета).